# Спатареј (Телеорман)
Спатареј (рум. Spătărei) насеље је у Румунији у округу Телеорман у општини Фуркулешти. Oпштина се налази на надморској висини од 49 m.

## Становништво
Према подацима из 2002. године у насељу је живело 1263 становника, од којих су сви румунске националности.